# Druidenstein (Mäbenberger Wald)

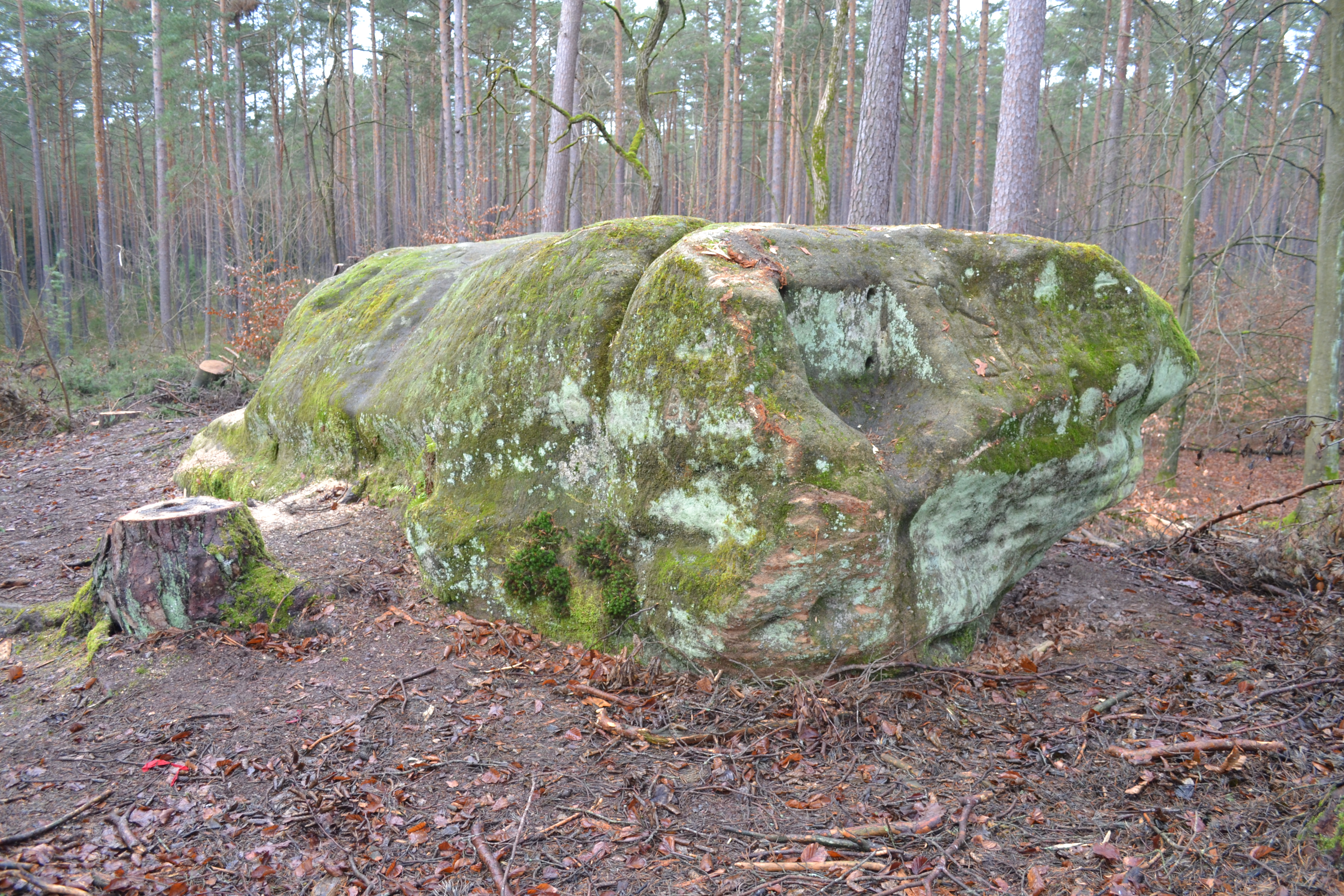
Der Druidenstein im Mäbenberger Wald

Der Druidenstein im Mäbenberger Wald bei Abenberg im mittelfränkischen Landkreis Roth ist ein Burgsandsteinfindling ungefähr einen Kilometer südwestlich des Dorfes Mäbenberg in einem Waldstück. Um den Stein ranken sich einige Sagen und Legenden.

## Beschreibung und Geologie
Der Druidenstein gelangte während den Eiszeiten an seinen heutigen Platz, er besteht aus Burgsandstein. Der Monolith ist ungefähr 4,5 Meter lang, 3 Meter breit und hat eine Höhe von 1,8 Metern. Durch Verwitterung weist der Felsen Rillen und Auswaschungen auf, auch finden sich einige in jüngerer Zeit entstandene Vertiefungen und Ritzungen, welche auf menschliche Aktivität zurückzuführen sind.

## Geschichte

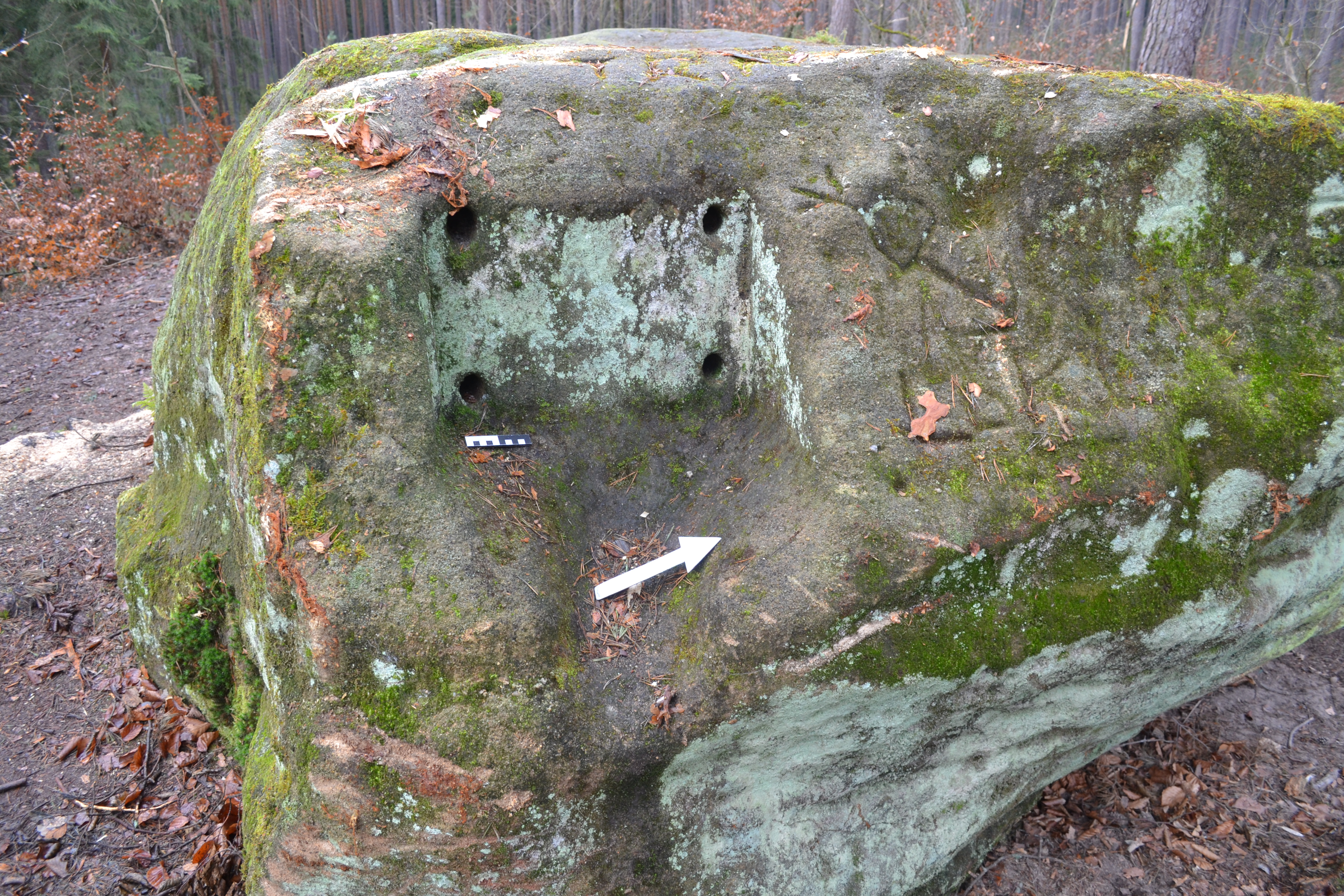
„Zehntgrafensitz“ an der Südostseite des Findlings, die Bohrungen zur Befestigung der einstmaligen Gedenktafel sind deutlich zu erkennen

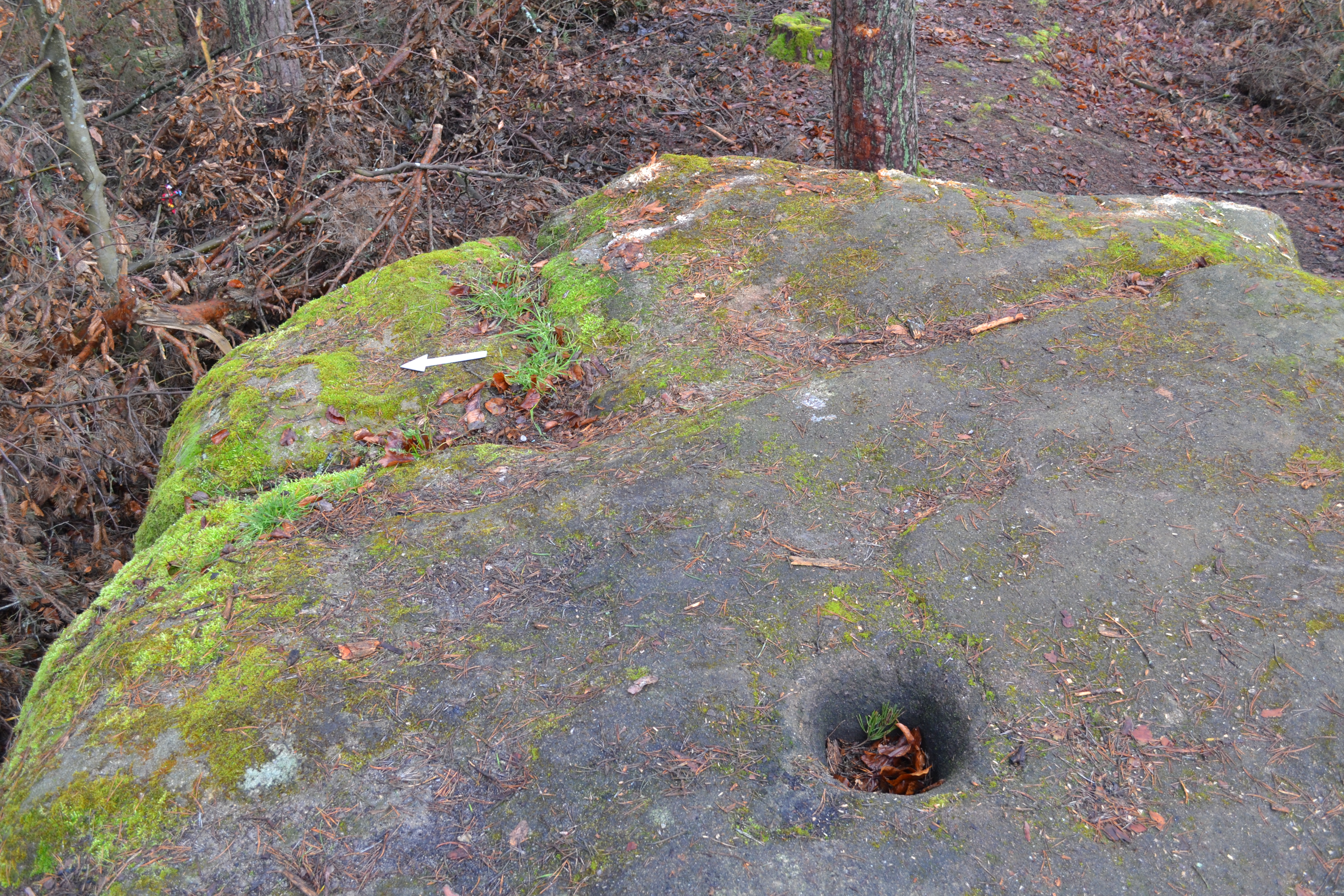
Vermeintliche Blutrinnen auf der Oberseite des Steins

Erstmals erwähnt wurde der Druidenstein im Jahr 1465 als „Hohlzeichen“ (wohl wegen der auffallenden Aushöhlung des Steins auf der Nordseite), weitere Erwähnungen finden sich etwa 1530 im Salbuch Statt und Amt Schwabach oder 1722 im Hudbrief der Gemeinde Mäbenberg.
Die Bezeichnung „Druidenstein“ findet sich erst ab dem 19. Jahrhundert, als der Stein das Interesse von Heimatforschern und Journalisten zu erregen begann. Die Auffassung, dass es sich bei dem Findling um eine prähistorische Kultstätte handeln würde, setzte sich auch aufgrund bewusst lancierter Presseartikel durch. So berichtete 1910 eine Nürnberger Ausflugszeitung, eine in den Fels geschlagene Nische hätte als Sitz germanischer Richter gedient, woraufhin diese forthin als „Zehntgrafensitz“ angesprochen wurde. Dies entbehrt jeglicher Grundlage, da die betreffende Nische erst um 1880 entstand, als der Rittersbacher Forstwart von Weyern dort eine Gedenktafel anbringen ließ, welche jedoch nach kurzer Zeit wieder entfernt worden war. Zudem wurden natürlich entstandene und auf Verwitterungsprozesse zurückzuführende Rillen einfach zu „Blutrinnen“ heidnischer Opferrituale umgedeutet, ohne dass hierfür irgendwelche Anhaltspunkte vorlägen. In seinem 1950 erschienenen Beitrag "Kreuz und Gral zu Abenberg" setzte Friedrich Merkenschlager den Druidenstein gar in Verbindung zu Wolfram von Eschenbachs Parzival und bezeichnete ihn als "Stein des Eremiten Trevrizent". Noch 1958 erschien in der populärwissenschaftlichen Zeitschrift Orion ein Artikel, in welchem unter Verweis auf Bodenwellen und Hügel im direkten Umfeld des Findlings die Behauptung aufgestellt wurde, der Druidenstein wäre einst Teil einer größeren „kultischen Anlage“ gewesen, die eventuell „auch astronomischen Zwecken“ gedient habe.
Mehrfach fanden am Druidenstein auch gezielte Grabungen statt, diese erbrachten allerdings keinerlei Hinweise auf eine vorgeschichtliche Nutzung des Ortes.

## Sagen
Laura Schott, Ehefrau des Kammersängers Anton Schott und damalige Herrin der Burg Abenberg, veröffentlichte 1908 eine Broschüre mit der „Nacherzählung“ einer vermeintlichen Sage, welche in Zusammenhang mit dem Druidenstein steht. Ola, der Sohn des keltischen Häuptlings Odilo vom Heidenberg, und Hilmgard, die Tochter des Häuptlings Walkmar von Abenberg, waren trotz der Feindschaft ihrer Väter ein Liebespaar. Als Ola in die Gefangenschaft Walkmars geriet, tötete Hilmgard Olas Bewacher und versuchte ihn zu befreien, was jedoch misslang. Ola wurde am folgenden Tag zum Tode verurteilt, auf dem Druidenstein wurde seine Kehle von einem Druiden durchtrennt. Das austretende Blut, welches durch die Blutrinnen des Steines abfloss, wurde in Olas abgeschlagener Hirnschale gesammelt und Hilmgard zur Strafe als Trank gereicht. Hilmgard soll daraufhin ihren Verstand verloren haben.
Auch soll gemäß einer anderen Sage ein Kampf zwischen den Abenberger Grafen und den Herren von Stein hier stattgefunden haben.
In Heft 10 vom 8. Juli 1932 berichtete das Heimat-Blatt Roth von einem angeblichen Brauch der Bewohner des Mäbenberger Umlandes, beim Beerensammeln den Bereich um den „Druidenstein“ unberührt zu lassen, da hier „ein mächtiger Häuptling der Heidenzeit“ ruhen würde.

## Tourismus und Rezeption
Der Druidenstein ist ein beliebtes Ausflugsziel im Landkreis Roth. Häufig wird er von lokalen Schulklassen besucht, zudem ist er Bestandteil vom Landratsamt Roth empfohlener Wanderwege für Touristen.
Der aus dem Landkreis Roth stammende Künstler und Heimatkundler Georg Hetzelein widmete dem Druidenstein ein spöttisches Gedicht. In diesem scherzt er über die den Stein besuchenden Touristen, welche „lieber Schauergeschichten hören“ statt „sich mit wissenschaftlichen Theorien beschweren“ würden.

Druidenstein
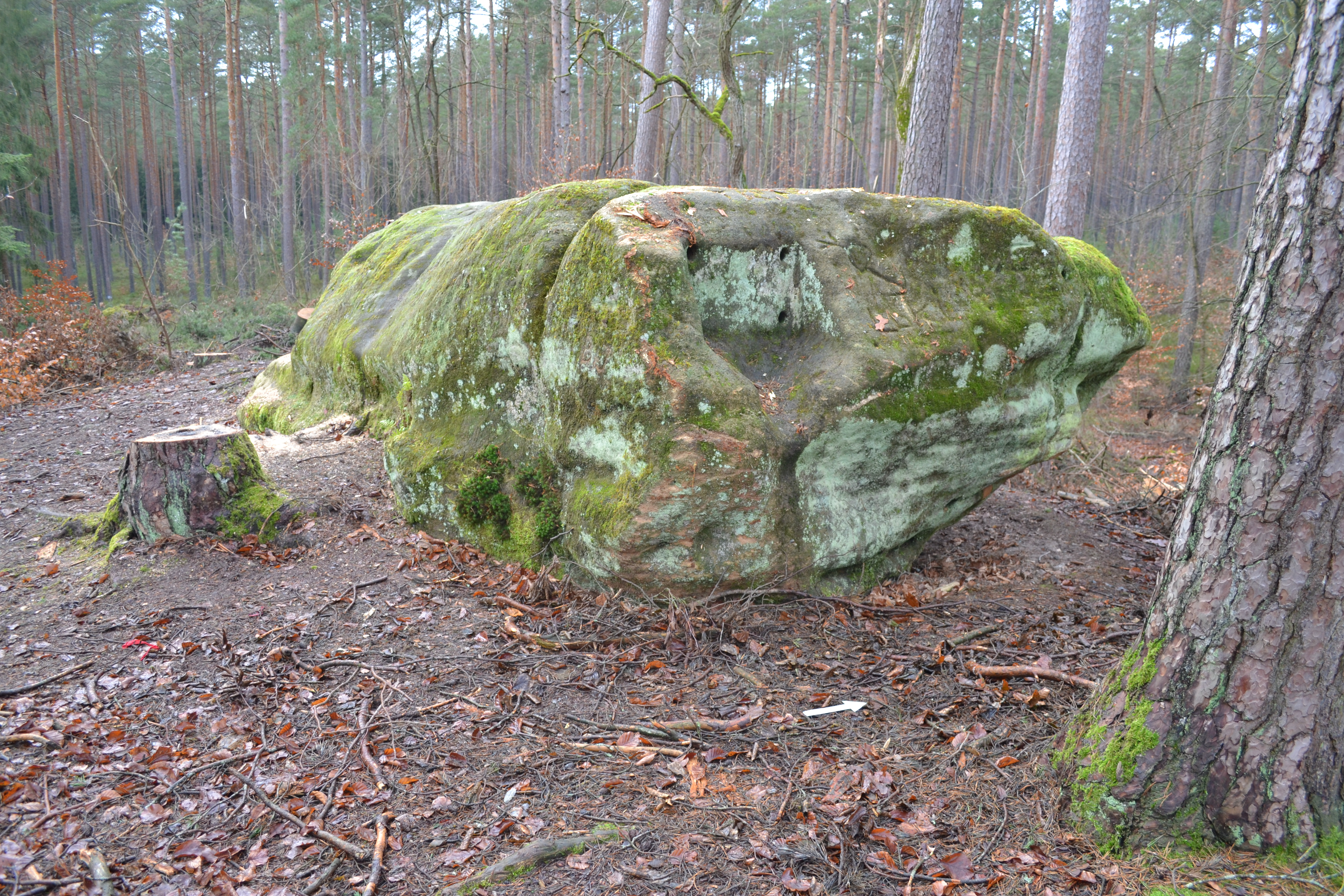
Südostansicht
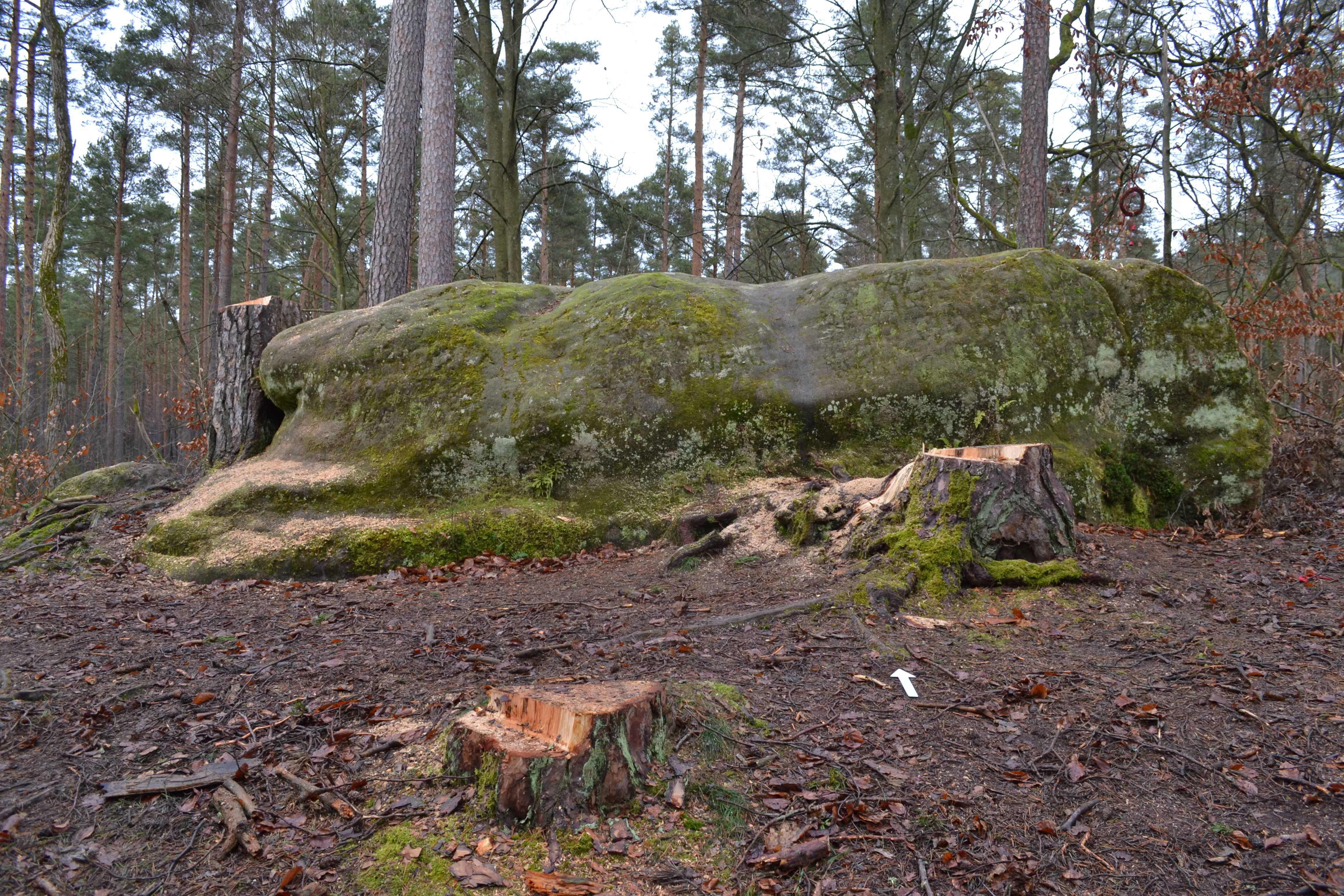
Südansicht
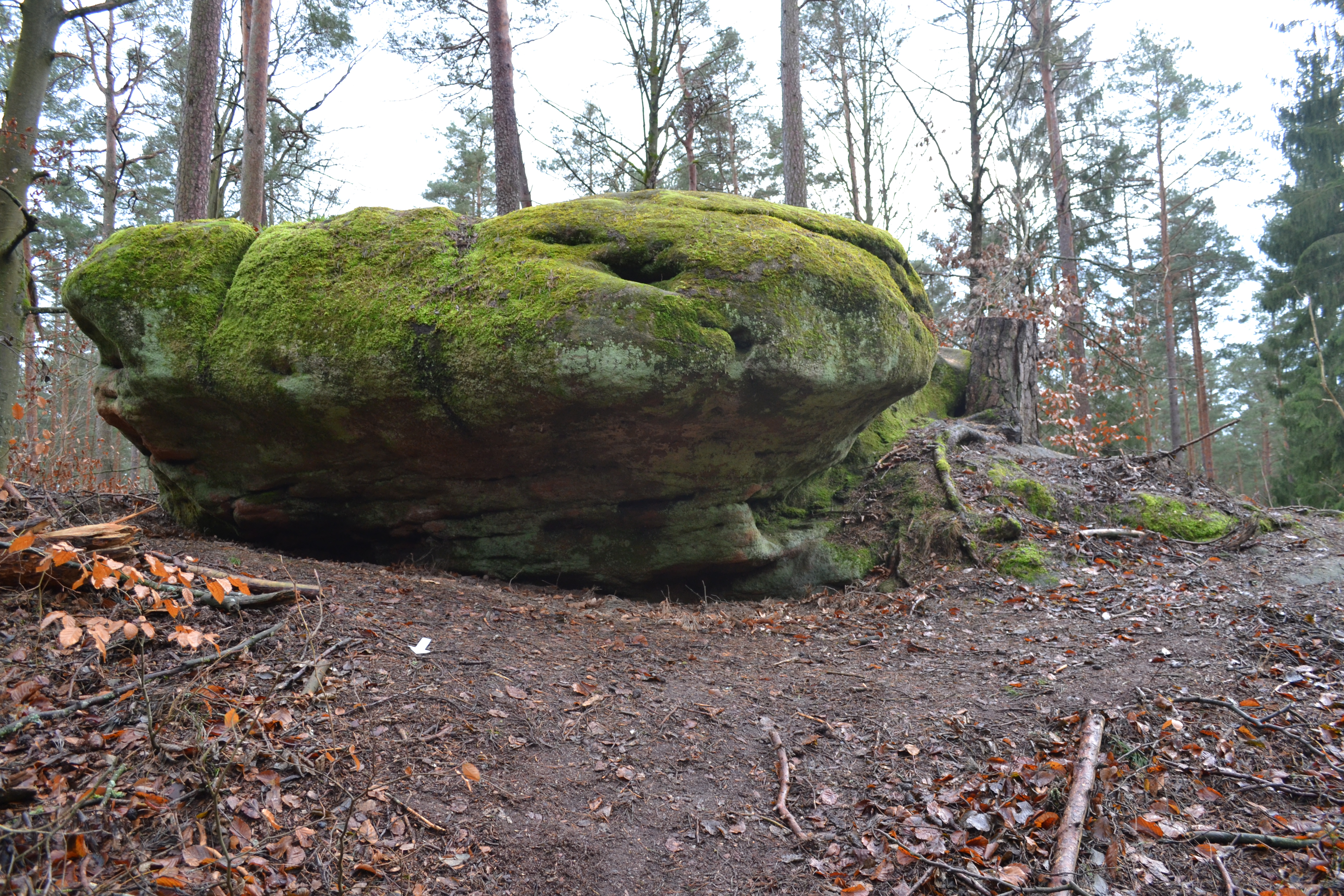
Nordansicht
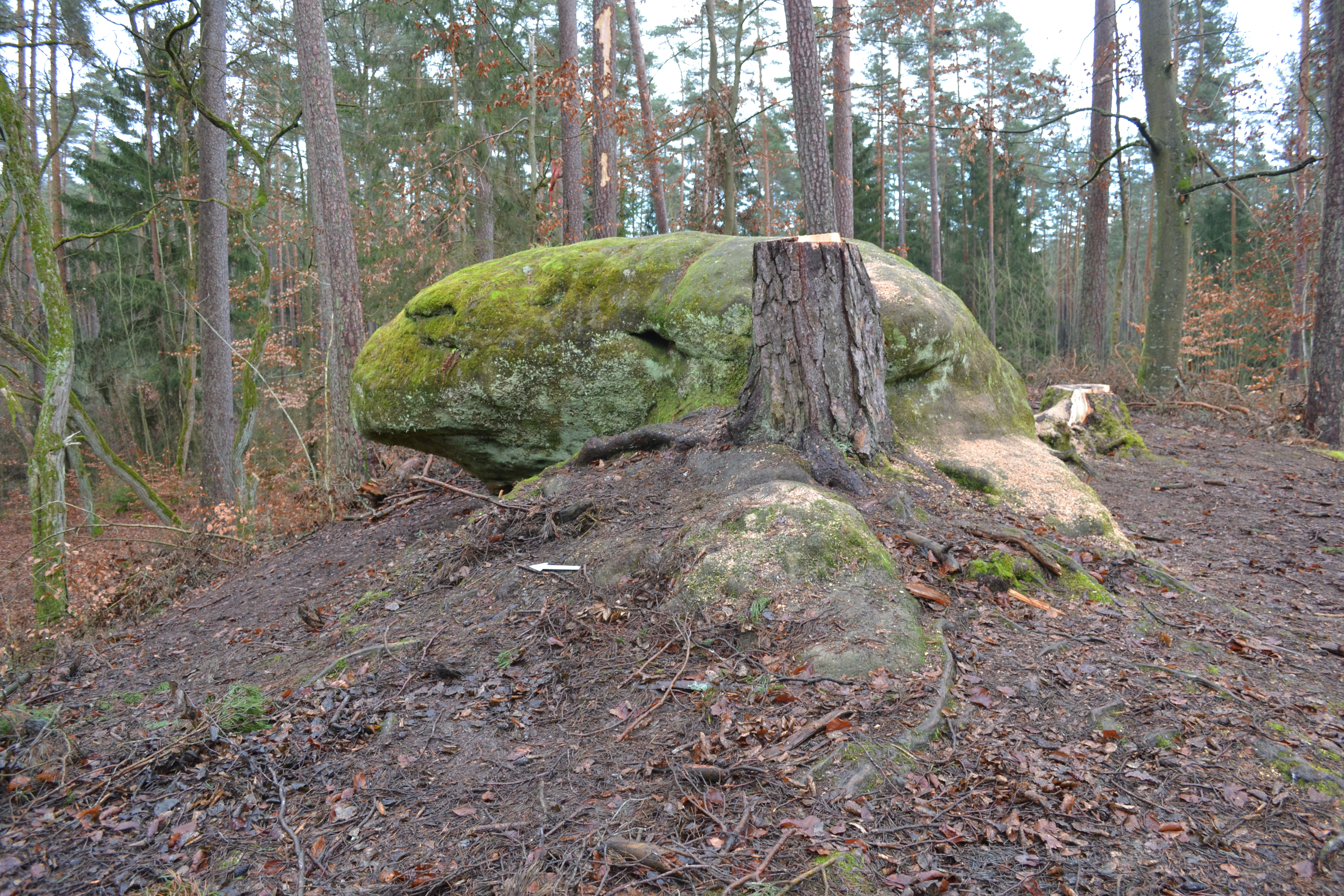
Westansicht
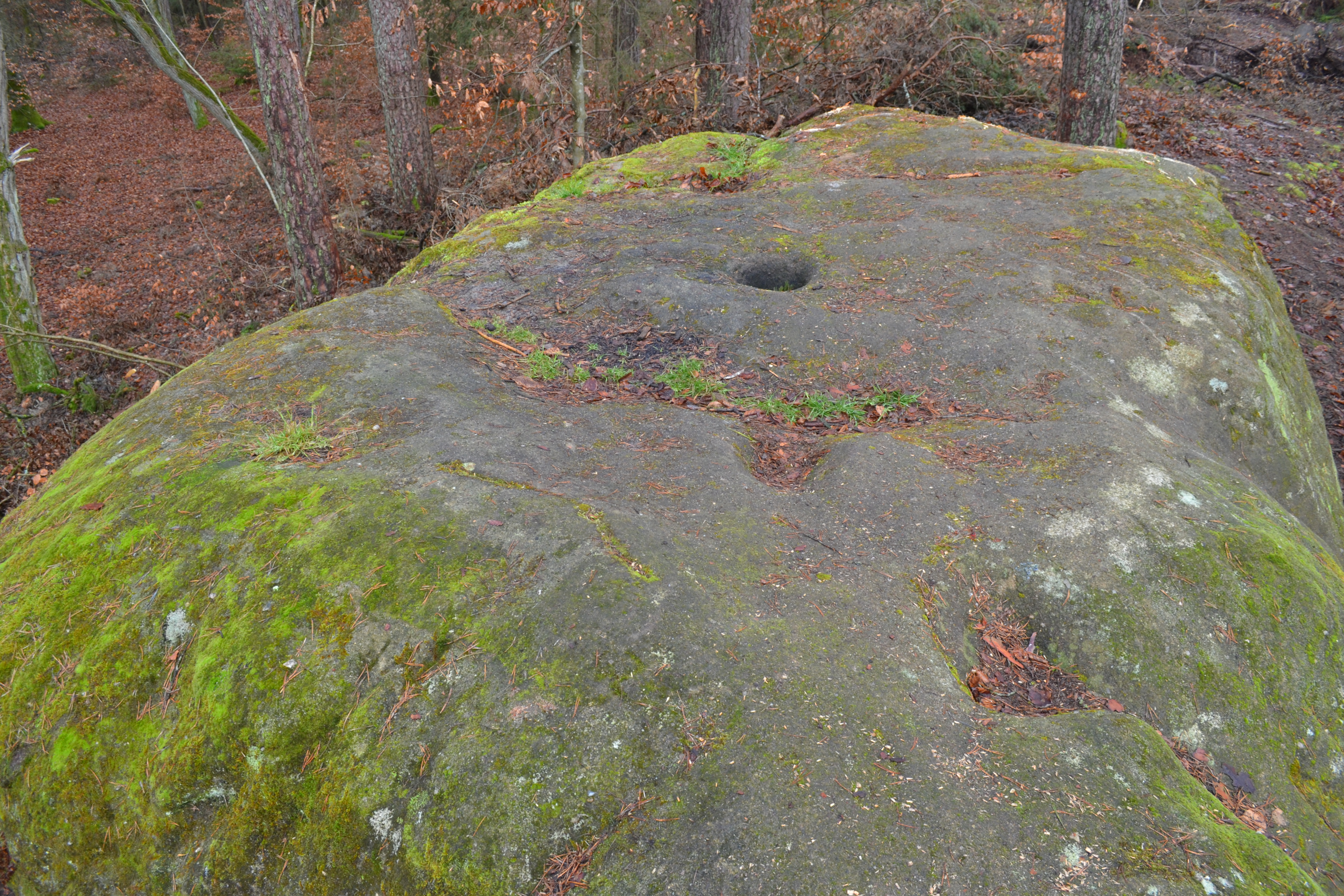
Oberseite